# Christian Behrens
Christian Behrens (* 12. Mai 1852 in Gotha; † 14. September 1905 in Breslau; vollständiger Name Gustav Christian Friedrich Behrens) war ein deutscher Bildhauer.

## Leben

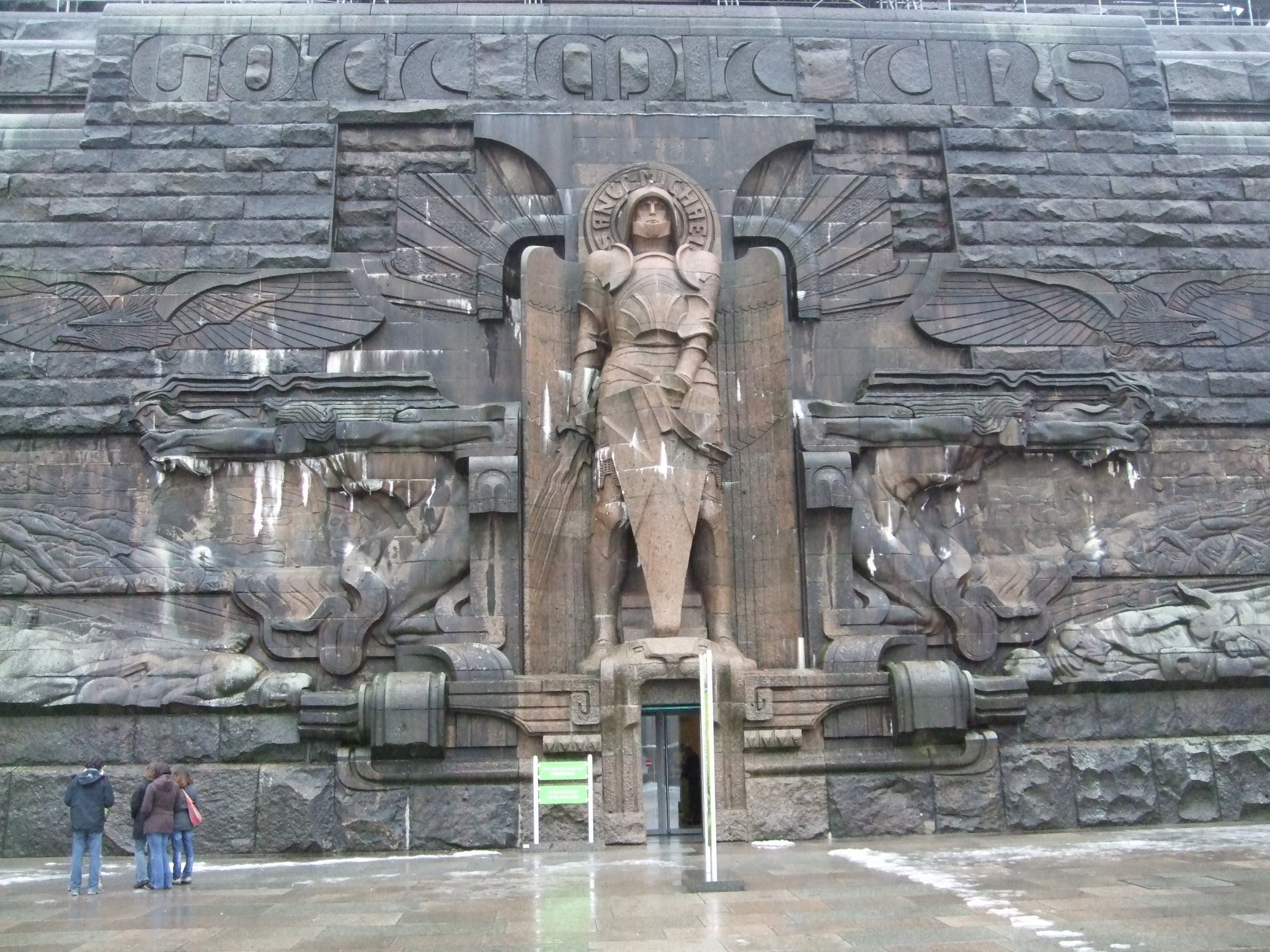
Behrens’ prominentestes Werk: Monumentalfigur des Erzengels Michael mit flankierenden Reliefs am Eingang des Völkerschlachtdenkmals

Behrens war der älteste Sohn des Hofkürschnermeisters und Pelzwarenhändlers Eduard Behrens (1819–1873) und dessen Frau Johanne Magdalene Behrens geb. Reinhard (1820–1905). Nach dem Besuch der Bürgerschule und des Gymnasiums Ernestinum in seiner Heimatstadt absolvierte Behrens eine Bildhauerlehre bei dem Gothaer Hofbildhauer Eduard Wolfgang.
1870 ging er nach Dresden, wo er an der Kunstakademie studierte und von 1872 bis 1877 im Meisteratelier von Ernst Julius Hähnel arbeitete. 1873 erhielt der gerade erst 21-Jährige für seine Statue Hagen, den Nibelungenhort in den Rhein versenkend die Große Goldene Medaille. Studienreisen führten ihn ab 1878 nach Belgien, in die Niederlande, Paris, Italien, Wien, New York und Boston.
1880/1881 arbeitete Behrens in den Ateliers von Carl Kundmann und Edmund von Hellmer in Wien, danach lebte er bis 1885 als selbstständiger Künstler in Dresden. 1886 wurde er als Vorsteher des Meisterateliers für Bildhauerei am Schlesischen Museum der Bildenden Künste in Breslau berufen. Hier waren u. a. Hugo Lederer, Franz Metzner und Ernst Seger seine Schüler. Behrens, der Mitglied der Deutschen Kunstgenossenschaft und des Künstlervereins in Breslau war, wurde 1896 der Titel eines königlich preußischen Professors verliehen. Im Jahr 1902 wurde er zum Ehrenmitglied der Dresdner Kunstakademie ernannt.
Behrens, der unverheiratet und kinderlos blieb, starb nach schwerer Krankheit im Alter von nur 53 Jahren. Die Vollendung seines letzten großen und auch bekanntesten Werkes – des Monumentalreliefs mit dem Erzengel Michael am Eingang des Völkerschlachtdenkmals in Leipzig – erlebte er nicht mehr.

Galerie
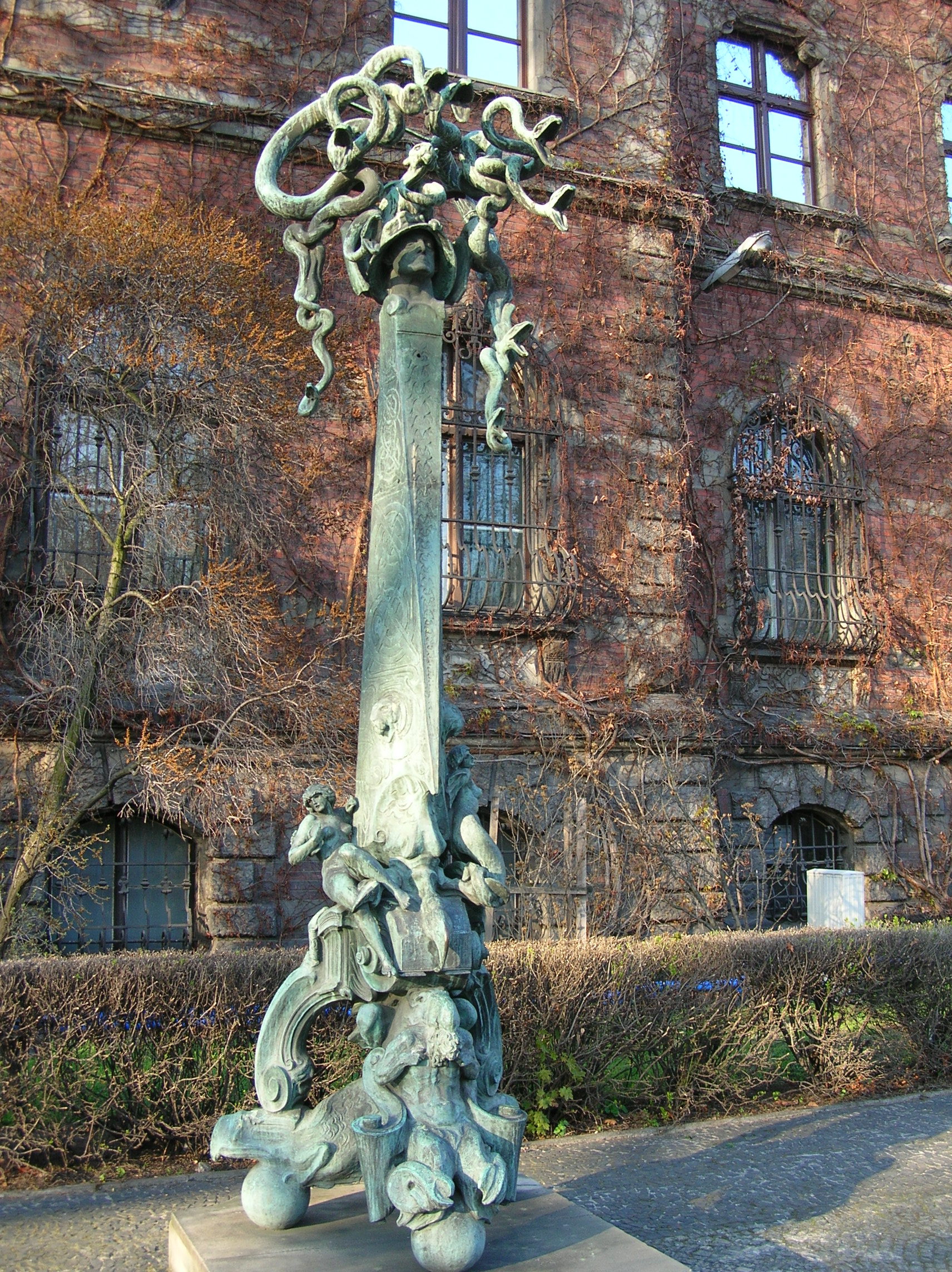
Allegorie auf die Fischerei (1883)
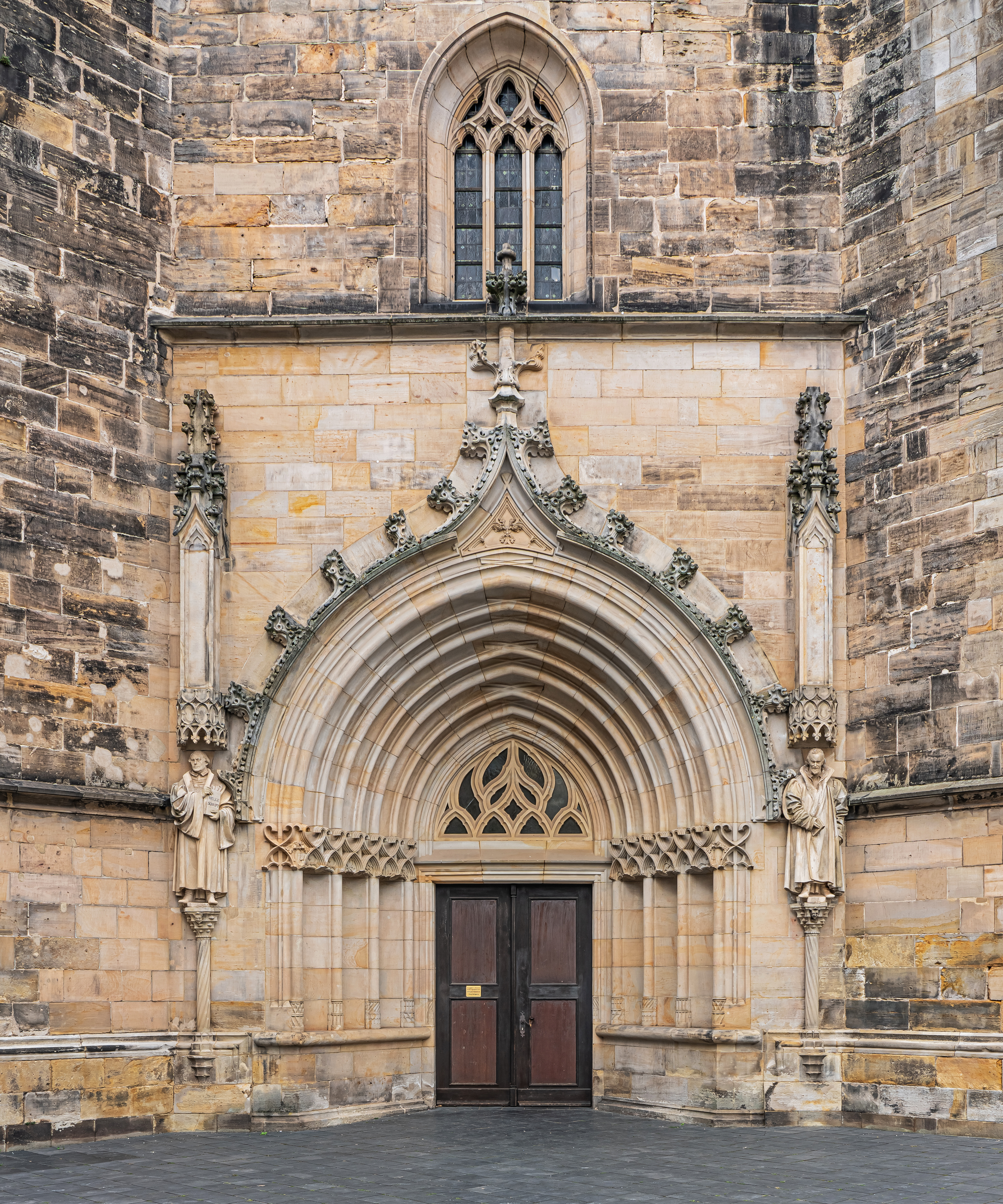
Statuen Luthers und Melanchthons (1900)
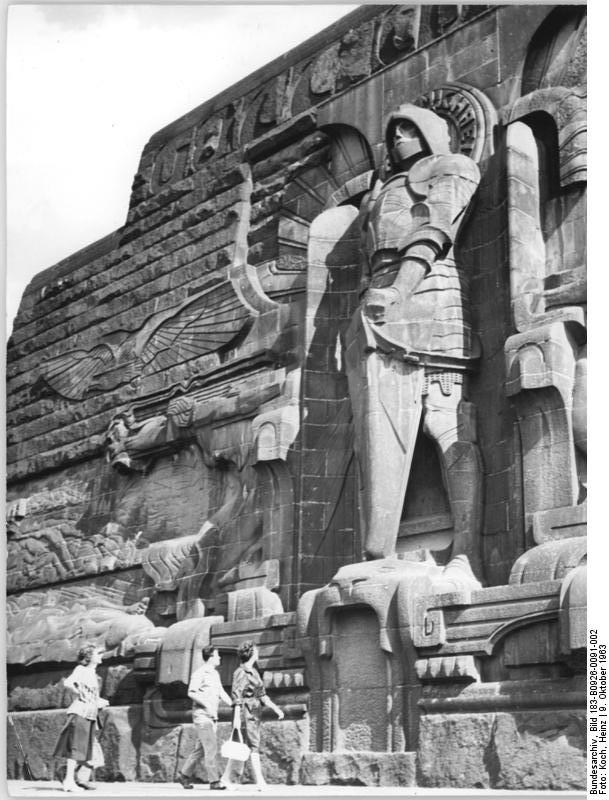
Relief St. Michael (um 1904/1905)
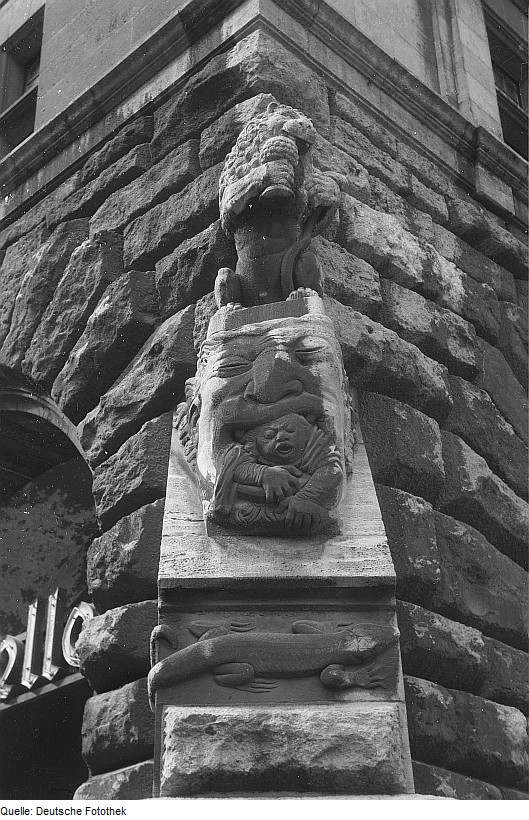
Die den Bürger verschlingende Steuerlast (um 1904)
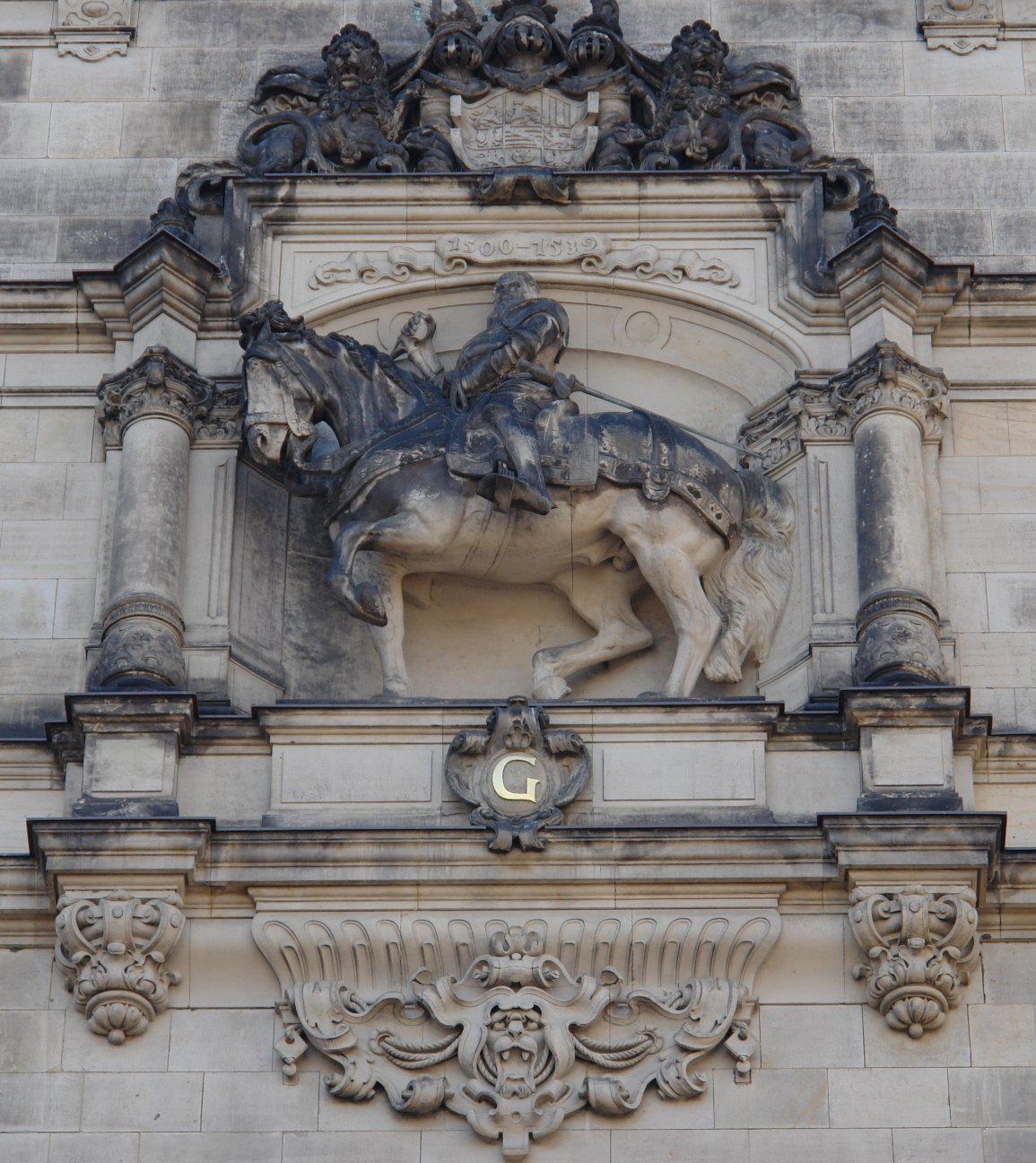
Reiterstandbild Georgs des Bärtigen (um 1900)
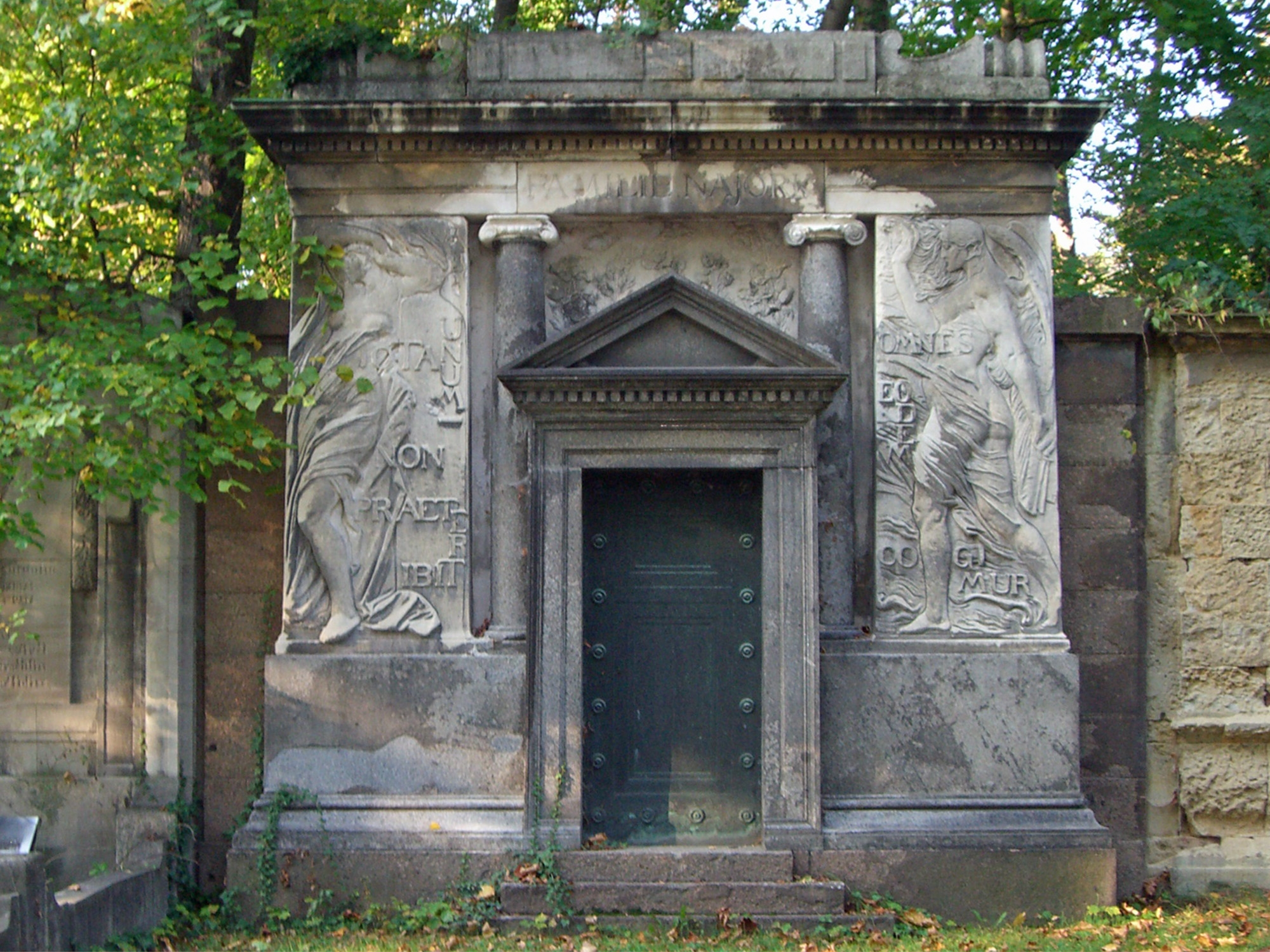
Grabmal der Familie Najork (1895)
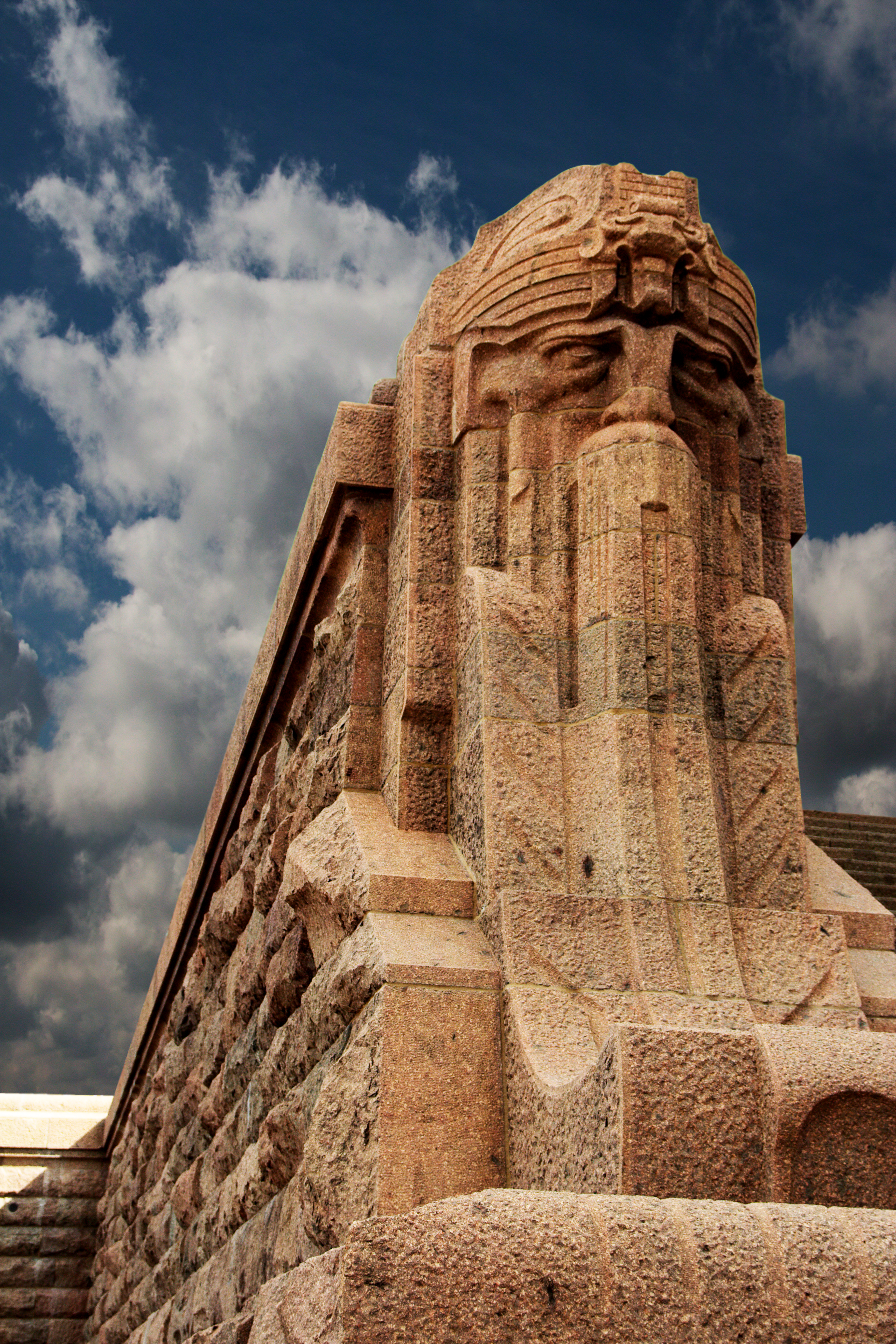
Barbarossakopf, Völkerschlachtdenkmal (um 1904/1905)
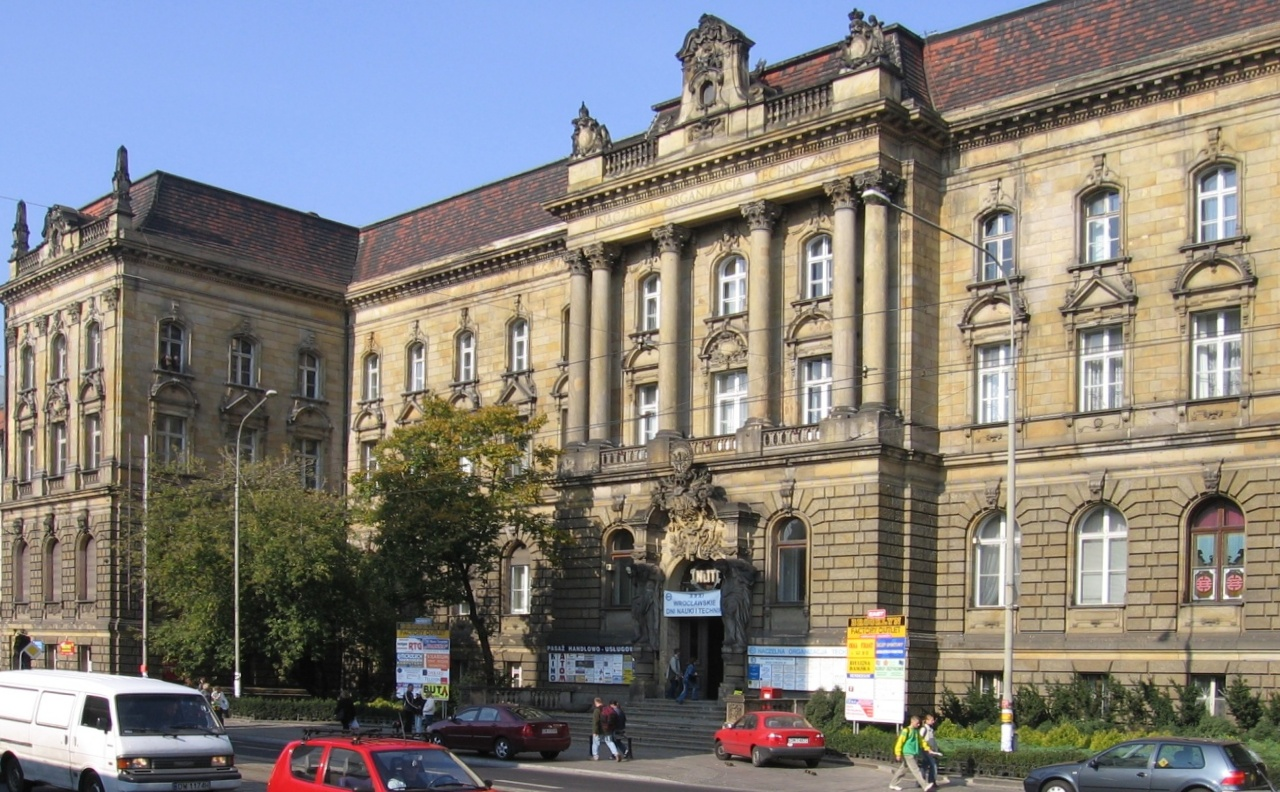
Schlesisches Ständehaus (1892)
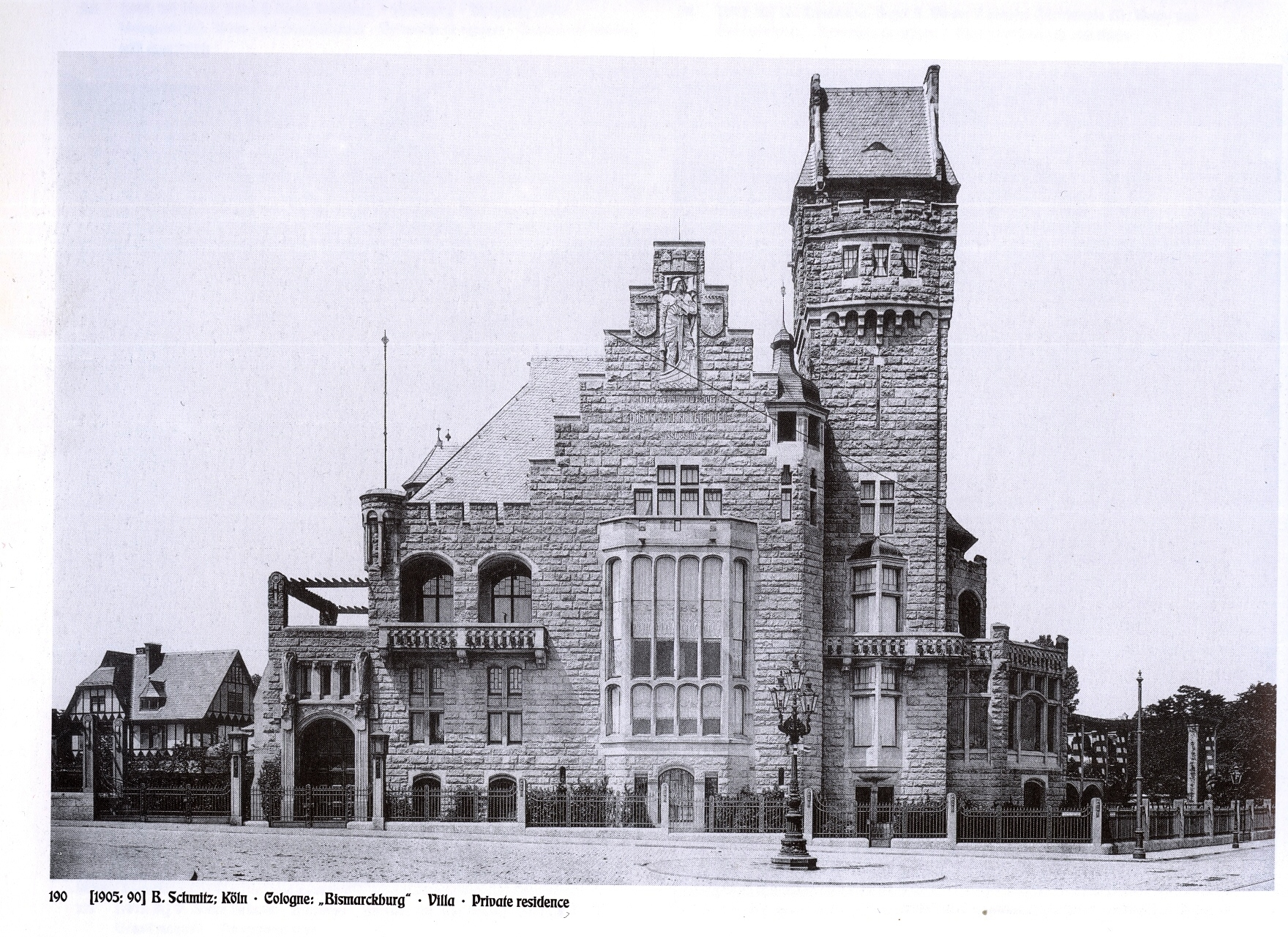
Relief Otto von Bismarck, Villa Stollwerck (1904)

## Werk (Auswahl)

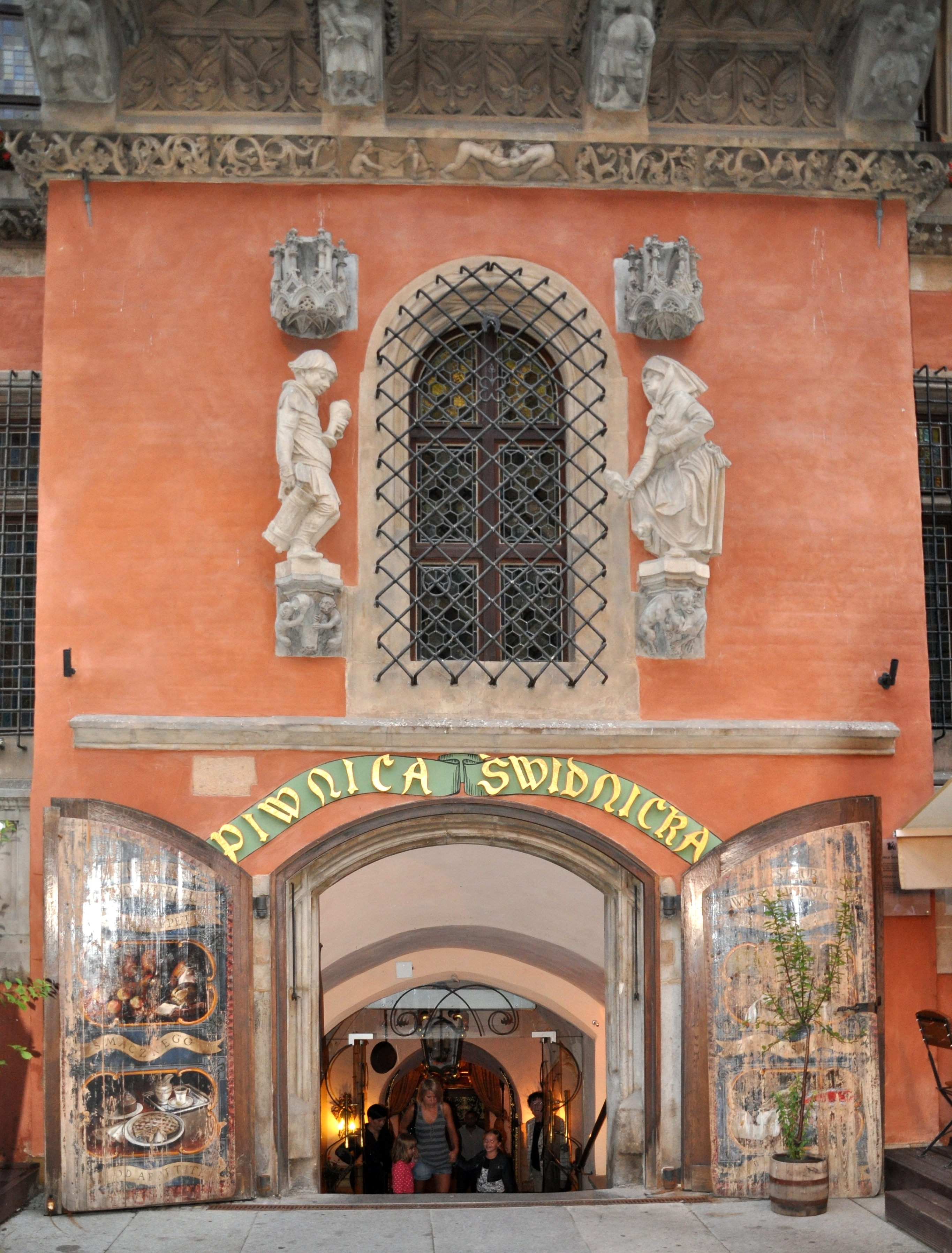
Der trunkene Zecher und Das keifende Weib über dem Eingang zum Schweidnitzer Keller am Rathaus in Breslau

- Statue Hagen, den Nibelungenhort in den Rhein versenkend im Herzoglichen Rentamt in Gotha (1873; nach 1945 verschollen)
- Statue Benvenuto Cellinis am Johanneum in Dresden (um 1875)
- Statue Kurfürst Christians I. von Sachsen am Johanneum in Dresden (um 1875)
- Skulptur Der Kuss der Sphinx im Nationalmuseum Breslau (1880)
- Standbild Herzog Ernsts II. von Sachsen-Coburg und Gotha im Herzoglichen Museum in Gotha (1882)
- Denkmal Allegorie auf die Fischerei in Breslau (1883)
- Figurengruppe Der trunkene Zecher und Das keifende Weib über dem Eingang zum Schweidnitzer Keller am Rathaus in Breslau (1892)
- Plastischer Bauschmuck am Schlesischen Ständehaus in Breslau (1892)
- Büste Gotthilf Albert Sterzings in den Anlagen der Altschützengesellschaft in Gotha (1893)
- Statuen Kunst und Literatur auf dem nordöstlichen Eckturm des Reichstages in Berlin (um 1894)
- Grabmal der Familie Najork auf dem Südfriedhof in Leipzig (1895)
- Reiterstandbild Kaiser Wilhelms I. in Breslau (1896; 1945 zerstört)
- Statue Abraham Lincolns im Nationalmuseum Breslau (vor 1899)
- Reiterstandbild Herzog Georgs des Bärtigen und Fassadenschmuck am Georgenbau in Dresden (um 1900; 1945 zerstört, um 1965 neu geschaffen)
- Statuen von Martin Luther und Philipp Melanchthon am Brautportal der Margarethenkirche in Gotha (1900)
- Bauplastiken für das Reiterstandbild Kaiser Wilhelms I. in Halle (1901; nach 1945 zerstört)
- Fassadenrelief Die den Bürger verschlingende Steuerlast am Eingang zum Ratskeller am Neuen Rathaus in Leipzig (um 1904)
- Flachrelief weibliche Gestalt als Sinnbild  pro aris et focis certamen im Hauptportal des Neuen Rathauses in Leipzig (um 1904)[2]
- Relief Otto von Bismarcks an der Villa Stollwerck in Köln-Marienburg (1904; 1935 abgerissen)
- Fassadenschmuck des Hauses Friedrichstraße 167/168 (ehem. Gaststätte „Automat“) in Berlin (1904)
- Denkmal für die Gefallenen der Kriege 1864, 1866 und 1870/71 in Danzig (1904; nach 1945 beseitigt)
- Monumentalskulptur des Erzengels Michael am Völkerschlachtdenkmal in Leipzig (um 1904/05)
- Relief Völkerschlacht links und rechts des Erzengels Michael am Völkerschlachtdenkmal in Leipzig (um 1904/05)
- Barbarossaköpfe an den vorderen Treppenwangen des Völkerschlachtdenkmals in Leipzig (um 1904/05)

## Entwürfe
- Wettbewerbsentwurf für den Mendebrunnen in Leipzig (1882, zusammen mit den Architekten August Hartel und Constantin Lipsius; prämiert mit dem 2. Preis)[3]
- Wettbewerbsentwurf für das Bismarckdenkmal in Hamburg (1901, zusammen mit dem Architekten Bruno Schmitz; prämiert mit dem 3. Preis)

## Auszeichnungen
- Ritterkreuz II. Klasse des Ernestinischen Hausordens (1882)

## Rezeption
„Behrens war nicht der Mann der großen Menge, in der Kunst nicht, und nicht im Leben. Wer aber seine Werke kannte und das Glück hatte, ihm näher zu treten, dem erschloß sich eine Persönlichkeit von seltenem Werte. Eine umfassende Bildung, originelle Gedanken und ein kaustischer Humor, das waren die Charakteristika seines Wesens. In seinen Werken paarte sich ein ungewöhnlich plastisches Empfinden mit tief durchdachtem Inhalte und einer geistvollen Formensprache, die mit Vorliebe ältere Stile, besonders das Barock, espritvoll variierte.“